# Palais Mincuzzi
Le palais Mincuzzi (en italien : Palazzo Mincuzzi) est un bâtiment de la ville de Bari dans les Pouilles en Italie.

## Histoire
Le bâtiment est construit entre 1926 et 1928 pour la famille Mincuzzi, propriétaire des grands magasins homonymes. Le projet est conçu par l'architecte Aldo Forcignanò et l'ingénieur Gaetano Palmiotto. L'inauguration du palais a lieu le 28 octobre 1928 avec la participation des autorités locales et de bonne partie de la citoyenneté. Dès lors, le palais devient rapidement une icône de la Bari commerciale.

## Description
Le palais constitue un exemple typique de l'architecture commerciale du début du XXe siècle. Le  bâtiment présente un style éclectique tardif et se distingue pour la décoration exubérante de ses façades et pour son dôme.

## Galerie d'images

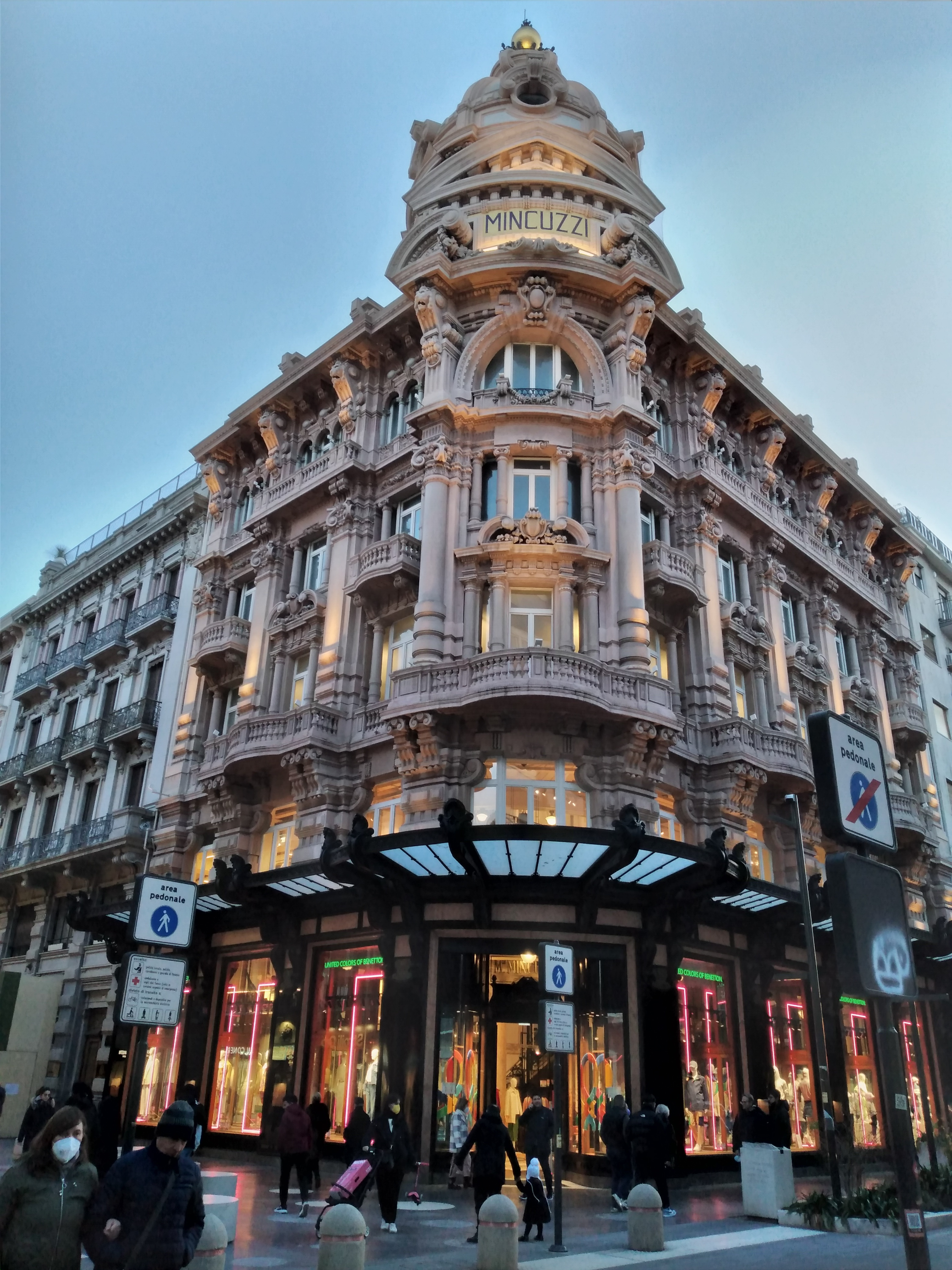
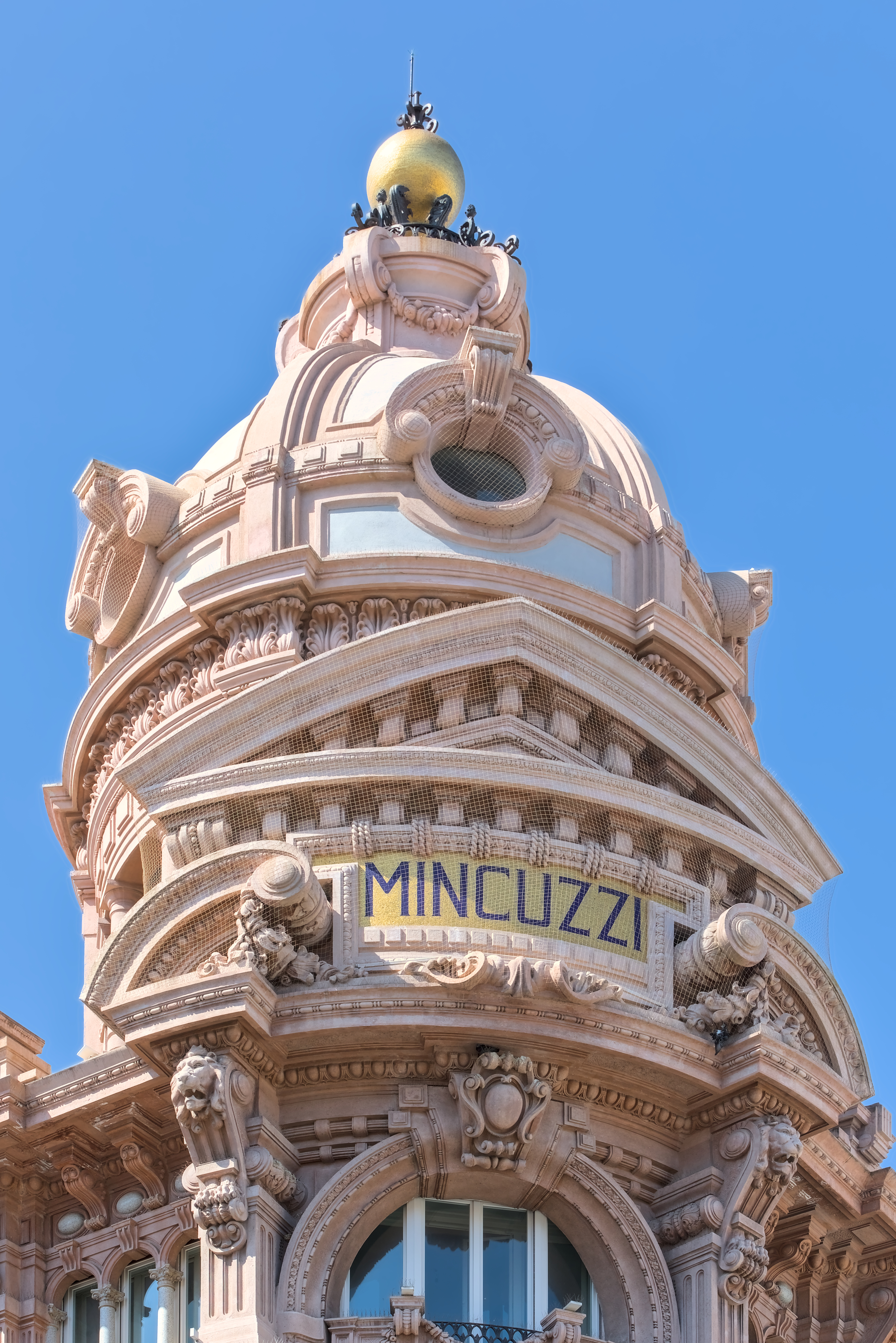
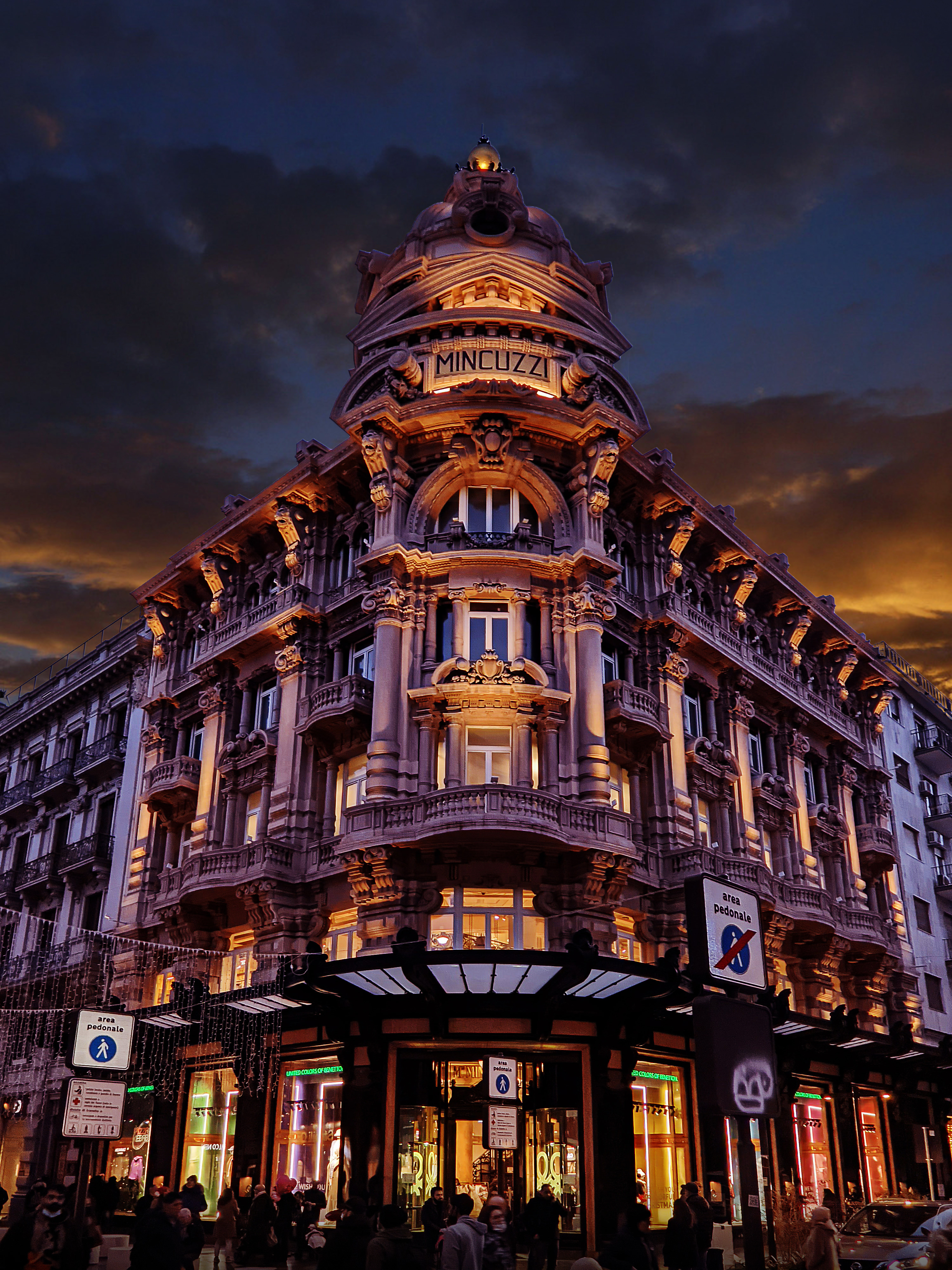